# Rašovický potok
Rašovický potok (také Leskovský potok, německy Spinelsdorfer Bach) je drobný vodní tok, pravostranný přítok Ohře v Doupovských horách v okrese Karlovy Vary v Karlovarském kraji a okrese Chomutov v Ústeckém kraji. Délka toku měří 4,2 km. Plocha jeho povodí je 7,26 km².

## Průběh toku
Potok pramení v Doupovských horách ve vojenském újezdu Hradiště na území zaniklé obce Malá Lesná. Jeho pramenem je výtok z bezejmenného rybníka v nadmořské výšce okolo 600 metrů severozápadně od vrchu Tok (720 m). Potok teče severním směrem k okraji vojenského újezdu, kde krátce tvoří jeho hranici. Po opuštění vojenského újezdu pokračuje již v okrese Chomutov v Ústeckém kraji. Teče severním až severovýchodním směrem, při jeho levém břehu leží vesnice Lestkov, část města Klášterec nad Ohří, nad kterou se zvedá zřícenina hradu Egerberk. Nad jeho pravým břehem se rozprostírá národní přírodní památka Rašovické skály. Přitéká do Rašovic, kde se pod zříceninou bývalého renesančního zámku Felixburg a zaniklým Dolním mlýnem ze šestnáctého století, s částečně dochovaným tělesem náhonu, vlévá do Ohře na jejím 125 říčním kilometru.